# Sébeillon/Malley
Sébeillon/Malley ist ein Quartier der Schweizer Stadt Lausanne. Er befindet sich im westlichen Teil der Stadt. Der Stadtteil selbst ist wiederum in sieben Sektoren aufgeteilt. Es sind dies Rue de Morges, Rue de Sébeillon, Tivoli, Prélaz, Gare de Sébeillon, Av. de Provence und Malley. Auf einer Fläche von 1.039 km² wohnten im Jahr 2018 rund 11'623 Einwohner.

## Lage
Sébeillon/Malley ist die Industriezone der Stadt. Hier befinden sich diverse Unternehmen vor allem aus dem zweiten Wirtschaftssektor.

## Öffentliche Verkehrsmittel
Die Buslinien 7, 18 und 33 der Transports publics de la région Lausannoise durchqueren das Gebiet. Zudem hat die Métro (M1) diverse Haltestellen im Stadtteil und die SBB eine Station Prilly-Malley.

## Bauwerke und Sehenswürdigkeiten
Als Industriezone hat das Gebiet keine touristischen Attraktionen. Jedoch befindet sich das Patinoire de Malley, das Heimstadion des Eishockeyclubs Lausanne HC, vor Ort. Weiter existiert eine Kehrichtverbrennungsanlage für die Gemeinden Lausanne, Prilly und Renens in der  Nähe des Stadions.